# Возвращение Беортнота, сына Беортхельма
Возвращение Беортнота, сына Беортхельма (англ. The Homecoming of Beorhtnoth Beorhthelm's Son, варианты перевода — Возвращение Бьортнота, сына Бьортхельма, Возвращение Беорхтнота, сына Беорхтхельма) — историческая пьеса Дж. Р. Р. Толкина, написанная аллитерационным стихом и опубликованная в 1953 году. Действие происходит в конце X века в Англии, вскоре после поражения англосаксонского войска от викингов в битве при Мэлдоне. Сюжет пьесы повествует о Тортхельме и Тидвальде — английских слугах, которые пришли на поле битвы с целью найти тело своего господина Беортнота.
«Возвращение Беортнота, сына Беортхельма» создано в качестве продолжения древнеанглийской поэмы «Битва при Мэлдоне». Пьесу дополняют предисловие, в котором Толкин объясняет её историческую основу, и эссе об англосаксонском слове ofermod, содержащемся в тексте «Битвы при Мэлдоне» для обозначения характера Беортнота и точный смысл которого не определён.

## Сюжет

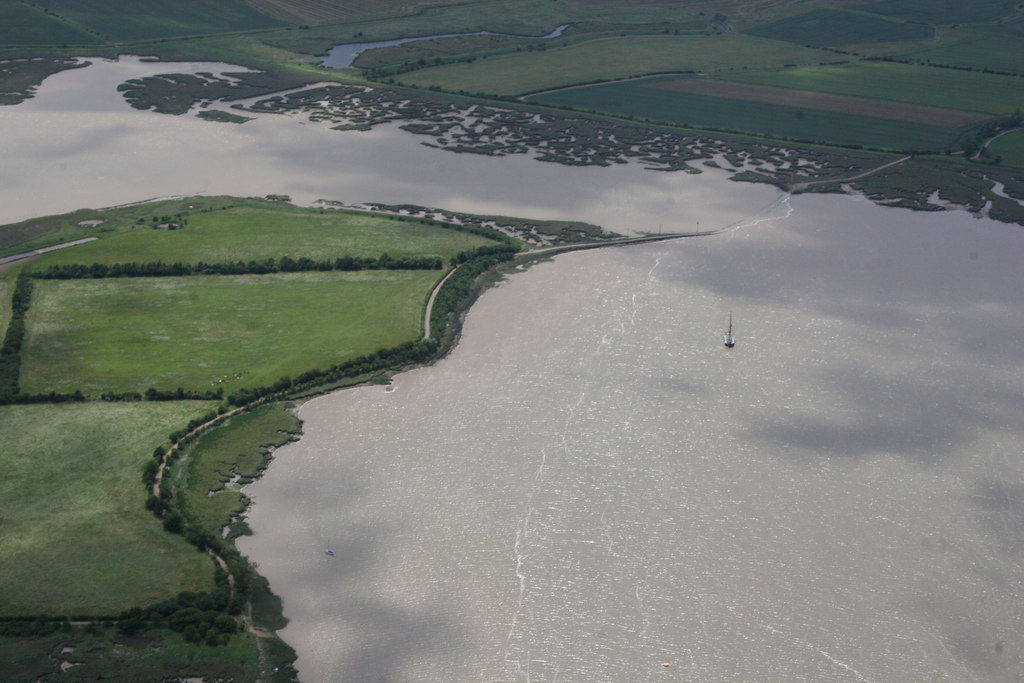
Поле битвы при Мэлдоне

События пьесы, которая написана «современным аналогом древнеанглийского аллитерационного стиха», происходят ночью 10 августа 991 года около города Мэлдон в Эссексе. Двоим слугам, Тортхельму и Тидвальду, монахами аббатства Эли, поручено найти тело Беортнота, элдормена Эссекса, который возглавлял англичан на поле боя и там погиб. Характеры персонажей сильно различаются. «Юный романтик» Тортхельм («Тотта») — сын менестреля, любящий древние героические песни, в то время как «практичный старый крестьянин» Тидвальд («Тида») больше полагается на здравый смысл.
Прежде чем найти Беортнота, слуги осматривают поле битвы и опознают тела многих своих соотечественников. Возвращаясь к своей телеге, они замечают мародёров. Думая, что имеет дело с викингами, Тортхельм убивает одного из них мечом Беортнота; Тидвальд реагирует на этот поступок неодобрительно и останавливает Тортхельма от продолжения подобных действий. По пути он объясняет своему спутнику причины поражения англичан: Беортнот из-за своей гордости позволил более многочисленным захватчикам беспрепятственно пересечь реку Блэкуотер прежде, чем началась битва, отказавшись тем самым от преимущества местности.
Телега, которой управляет Тидвальд, направляется в Эли. Тортхельм, заснувший рядом с телом Беортнота, произносит во сне слова, сказанные английским воином Беортвольдом в заключительной части «Битвы при Мэлдоне»:
| Воля, будь строже, знамя, рей выше, Сердце, мужайся — пусть силы сякнут. | Heart shall be bolder, harder be purpose, more proud the spirit as our power lessens! (англ. ) | Hige sceal þe heardra, heorte þe cenre, mod sceal þe mare þe ure mægen lytlað. (др.-англ. ) |

Пьеса заканчивается пением монахов из аббатства Эли, которые читают погребальную молитву Dirige. Неизвестный голос говорит рифмованным стихом, который встречается единственный раз во всём тексте, что, по мнению автора, «как бы предвещает близкий конец героического аллитеративного песенного лада». Эти строки являются перефразированной цитатой стихов из хроники XII века «Liber Eliensis», которые приписываются королю Кнуду Великому:
| Печальны песни чернецов из Эли. Греби и слушай. Чу! Опять запели. | Sadly they sing, the monks of Ely isle! Row men, row! Let us listen here a while! (англ. ) |

## История создания
Работу над продолжением поэмы «Битва при Мэлдоне» Толкин начал в первой половине 1930-х годов. Существует два черновика диалога между персонажами «Пуддой» (Тортхельм) и «Тиббой» (Тидвальд), написанных рифмованным стихом в период с 1930 по 1933 годы. Один из этих фрагментов написан на обороте первой рукописи стихотворения «Странствие». Согласно биографу Толкина Хамфри Карпентеру, редактирование пьесы завершилось к 1945 году. В Бодлианской библиотеке Оксфордского университета хранятся различные рукописные черновики произведения и окончательный машинописный текст, который был отправлен издателю в феврале или марте 1953 года.
Пьеса впервые была опубликована в октябре 1953 года в 6-м номере научного журнала Essays and Studies by Members of the English Association. Объясняя намерение включить художественное произведение в научное издание, автор отметил:

Эта пьеса, по объёму несколько превышающая давший толчок к её созданию отрывок из древнеанглийской поэмы, задумана была как пьеса в стихах и судить её следует именно как стихи. Но для того, чтобы оправдать своё место в «Очерках и Исследованиях», она, как я предполагаю, должна по крайней мере подразумевать какое-то суждение о форме и содержании древнеанглийской поэмы (а также о её критиках). С этой точки зрения данная пьеса представляет собой, можно сказать, развёрнутый комментарий на строки 89 и 90 оригинала …— Толкин Дж. Р. Р. Возвращение Бьортнота, сына Бьортхельма // Хоббит, или Туда и обратно. Приключения Тома Бомбадила и другие истории / Пер. с англ. М. Каменкович
«Возвращение Беортнота» переиздавалось в различных сборниках произведений Толкина, в том числе в «The Tolkien Reader» (1966), «Poems and Stories» (1980) и «Tree and Leaf» (2001). К 1000-летней годовщине битвы при Мэлдоне в 1991 году было опубликовано отдельное издание пьесы ограниченным тиражом в 300 экземпляров. В выпуске журнала «Tolkien Studies» от 2007 года приведены фрагменты черновиков ранних версий произведения.
«Возвращение Беортнота, сына Беортхельма» переведено на нидерландский, испанский, итальянский, русский, французский, чешский, шведский и японский языки. На русском языке книга впервые вышла в 1993 году в сборнике «Сказки», в переводе Аркадия Застырца. Впоследствии были изданы переводы Марии Каменкович и Владимира Тихомирова.

## Анализ произведения

### Ofermod — «неукротимая гордость»
В эссе-комментарии «Ofermod» Толкин утверждает, что анализ «Битвы при Мэлдоне» часто сводится к строкам 312—313 (цитируются во сне Тортхельмом), в то время как строки 89—90 одинаково важны для понимания поэмы:
| Ða se eorl ongan for his ofermode alyfan landes to fela laþere ðeode (др.-англ. ). | then the earl in his overmastering pride actually yielded ground to the enemy, as he should not have done (англ. ). | тогда эрл, подчинившись порыву неукротимой гордости, уступил землю врагу, чего делать не следовало. |

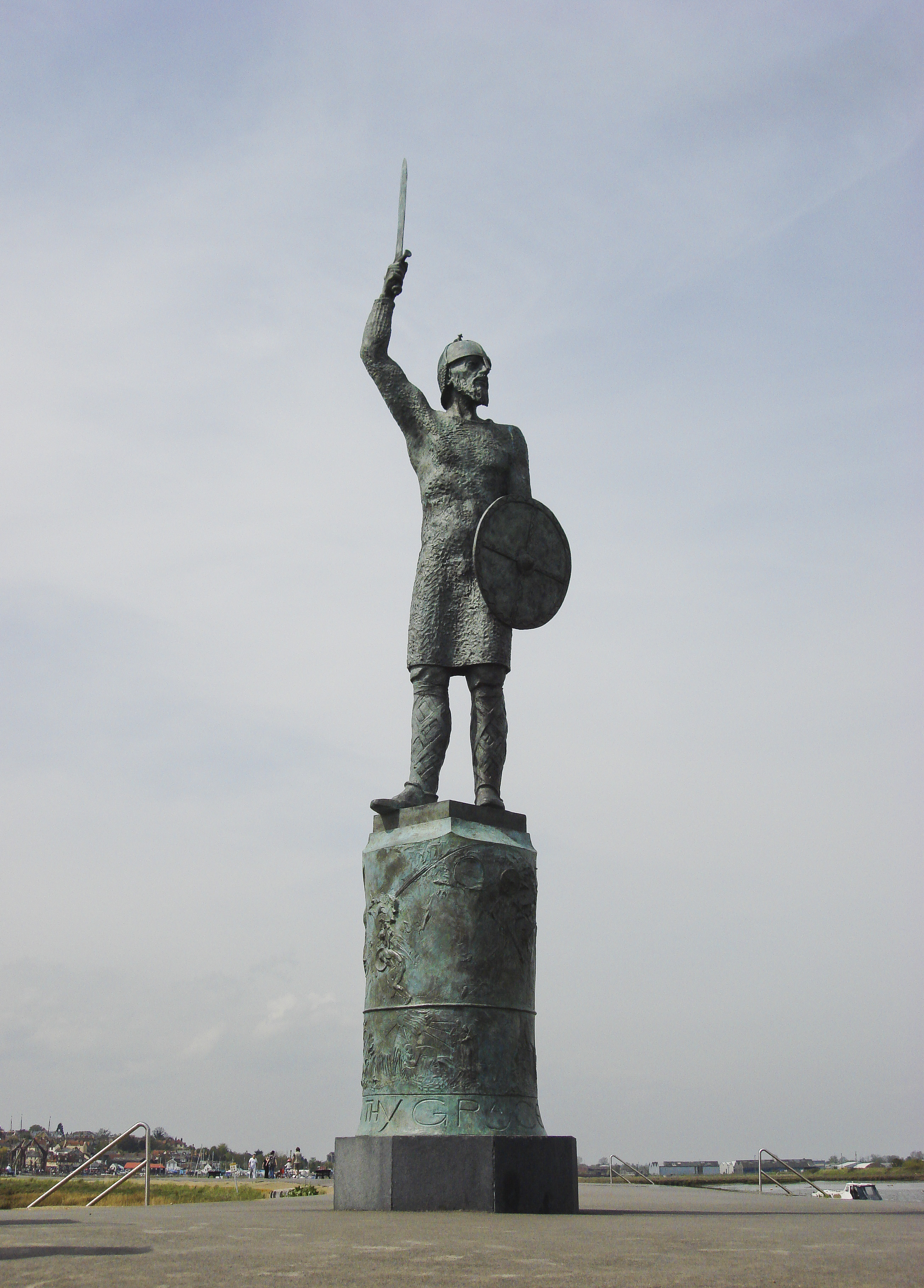
Памятник Беортноту в Мэлдоне

По мнению Толкина, эта фраза отражает настоящее чувство поэта по отношению к поступку Беортнота, который им не одобряется. Поэт осуждает ofermod Беортнота — «неукротимую гордость», что заставила его уступить требованию викингов сражаться в честном бою. Толкин отмечает, что единственное другое упоминание слова ofermod в древнеанглийской литературе (в поэме «Genesis B») относится к Люциферу. Под влиянием героической англосаксонской традиции Беортнот проявляет неуместное рыцарство и совершает двойную ошибку. С одной стороны, он пренебрегает своим долгом, который состоит исключительно в необходимости остановить захватчиков. С другой стороны, жертвует жизнью своих людей, на что он не имеет права: «повелитель может быть прославлен деяниями своих рыцарей, но он не должен использовать их преданность в своих интересах или подвергать их опасности только ради собственного прославления». Толкин проводит параллели с представлениями о героизме и ответственности повелителя по отношению к своим подчинённым в поэмах «Беовульф» (критикуя решение Беовульфа встретиться с драконом один на один, вследствие чего народ лишается своего правителя) и «Сэр Гавейн и Зелёный Рыцарь». Он упоминает строки 3077—3078 из «Беовульфа» в качестве подходящего эпиграфа к «Битве при Мэлдоне»: Oft sceall eorl monig anes willan wraec adreogan («По воле одного человека многие должны претерпеть скорбь»).
Литературоведы в целом сходятся на том, что в «Возвращении Беортнота» Толкин осуждает северный героический идеал. Томас Хонеггер, изучив черновики произведения, отмечает, что автор был особо заинтересован в том, чтобы показать гордость Беортнота в негативном свете. Джордж Кларк также указывает, что интерпретация «Битвы при Мэлдоне», предложенная Толкином, «отчитывает» Беортнота за его гордость и в целом осуждает англосаксонские героические идеалы стремления к славе и материальному богатству. Джейн Ченс предлагает рассматривать «Возвращение Беортнота, сына Беортхельма» вместе с «Балладой об Аотру и Итрун» (1945), «Фермером Джайлсом из Хэма» (1949) и стихотворением «Имрам» (1955) как серию произведений, в которых Толкин обращает внимание на недостатки средневековых германских героических ценностей. Лорд Аотру из «Баллады об Аотру и Итрун» и король Амброзий Аурелиан из «Фермера Джайлса» проявляют гордость, подобную ofermod Беортнота.
Исследователь средневековой литературы Мэри Боумен утверждает, что Толкин в своём произведении «реабилитирует» северный героический дух. Она вспоминает его собственную метафору о северном героическом духе как о «сплаве», состоящем из сочетания самоотверженной храбрости на благо других («золото») и эгоистичного, опрометчивого преследования богатства и славы (основной компонент сплава). По мнению Боумен, Толкин считал необходимым «очистить» героический кодекс, отделив от него эгоистичный, разрушительный элемент «неукротимой» и чрезмерной гордости, сохраняя при этом «золото» храбрости.
Исследователи также отметили влияние «Возвращения Беортнота» на легендариум Толкина. По мнению Джорджа Кларка, идеи Толкина о северном героизме проявляются во «Властелине Колец» в образе Сэмуайза Гэмджи с его непоколебимой, самоотверженной преданностью Фродо: Сэм является примером «истинного героя», своего рода «анти-Беортнота». Кроме того, Мэри Боумен считает, что Сэм и Бильбо обладают «очищенным» видом героизма, который Толкин изобразил в «Возвращении Беортнота». Учёные находят и другие параллели с «Властелином Колец»: Александр Брюс, например, полагает, что Гэндальф, преграждающий Балрогу путь на мосту в Мории, избегает повторения тактической ошибки Беортнота, освободившего плацдарм для врага, а Линн Форест-Хилл отмечает сходство Беортнота с Боромиром.
Точка зрения Толкина расходится с общепринятой на то время интерпретацией поэмы, согласно которой строки 312—313 свидетельствуют о том, что героизм Беортнота прославляется, а не осуждается автором. Его мнение приняли многие исследователи «Битвы при Мэлдоне» и «Беовульфа», однако некоторыми учёными оно было подвергнуто сомнению: Томас Шиппи называет его «тенденциозным и личным», основанным на противоречиях между героическим духом язычества и христианскими ценностями, которых придерживался Толкин. Майкл Драут высказывает подобное мнение: он считает интерпретацию Толкина несостоятельной, но в то же время полагает, что она представляет собой интересное субъективное прочтение поэмы. По мнению Драута, главная заслуга «Возвращения Беортнота» состоит в том, что пьеса «побуждает исследователей рассмотреть подробности этой [англосаксонской] культуры, её напряженность и противоречия гораздо более серьёзно».

### Тортхельм и Тидвальд
Противоречия между языческими традициями и христианскими ценностями отображены в мировоззрении главных персонажей. Тортхельм (др.-англ. Torhthelm — «яркий шлем») подвержен влиянию той же англосаксонской героической традиции, которая заставила Беортнота отказаться от тактических преимуществ во время сражения. В образе персонажа автор представляет древнеанглийскую поэзию, в том числе те её темы, которые подтолкнули полководца к губительному шагу — он пропустил вражескую армию, так как «думал, песни будут петь менестрели про его благородство». Толкин включил в пьесу слова воина Беортвольда из оригинальной поэмы, которые тот произносит на поле боя («Воля, будь строже, знамя, рей выше, сердце, мужайся — пусть силы сякнут»), однако приводит их в другом контексте: он помещает их в сновидение Тортхельма, добавляя стихи своего авторства, из-за чего строки поэмы приобретают «языческий или даже манихейский» характер:
| Дух не сробеет, душа не дрогнет пусть рок настигнет и тьма наступит! | Mind shall not falter nor mood waver, though doom shall come and dark conquer (англ. ). |

Имя «Тидвальд», в свою очередь, в соответствии с прагматичным характером персонажа означает «хранитель времени»: он осознаёт, что языческая эпоха Англии завершена. Тидвальд частично воплощает христианские качества, проявляя милосердие и жалость по отношению к преступникам. Тем не менее, ему недостаёт надежды, чтобы быть подлинно христианским героем: о будущем он говорит, что «труд и потери ждут нас, битвы и будни, борьба и скорби, пока не прейдёт лицо мира».
Американский литературовед Пол Кочер замечает другую особенность противопоставления Тортхельма и Тидвальда. По его мнению, последний постоянно опровергает попытки первого идеализировать сражение, высказывая тем самым мнение о войне самого Толкина, участника боевых действий во время Первой мировой войны.

## Адаптации
Пьеса не была предназначена для постановки на сцене. В первой половине 1954 года Толкин отправил письмо продюсеру Перси Ховарду Ньюби, предложив ему адаптировать «Возвращение Беортнота» в радиопостановке, трансляция которой могла быть организована Би-би-си в связи с годовщиной сражения при Мэлдоне в июле. В результате на основе произведения Райнером Хеппенсталлом была выполнена постановка, которая транслировалась по третьей программе Би-би-си 3 декабря 1954 года и 17 июня 1955 года. Толкин подверг критике эту адаптацию за некомпетентность актёров, которые «совершенно не обращали внимания на аллитерационный стих и декламировали его так, будто это был обычный пятистопный ямб».
Существует аудиозапись «Возвращения Беортнота», сделанная Толкином самостоятельно — в ней он озвучил всех персонажей, добавив при этом звуковые эффекты. Эта запись, дополненная чтением введения к пьесе и эссе «Ofermod» Кристофером Толкином, была издана в 1992 году в формате аудиокассеты издательством Harper Collins.